# Бланше, Брюно
Брюно Бланше (фр. Bruno Blanchet; 26 декабря 1760 — 15 апреля 1822) — временный президент Республики Гаити в начале 1807 года.

## Политическая карьера
Когда Жан-Жак Дессалин решил провести аграрную реформу в пользу бывших безземельных рабов, он был убит 17 октября 1806 года по сговору во главе с Александром Петионом и Жаном-Пьером Бойе. Брюно Бланше в этих обстоятельствах выступал в качестве посредника в отношениях с северным правительством Анри Кристофа.
После отделения северной части страны во главе с королём Анри, на юге была установлена республика под военным руководством Александра Петиона. Однако, в течение первых месяцев 1807 года, пост главы государства официально был вакантным, и Бланше стал временным главой исполнительной власти Республики Гаити.
10 марта 1807 года на пост президента был официально избран Александр Петион. Он назначил Брюно Бланше на должность генерального секретаря правительства Гаити.